# Peugeot Partner

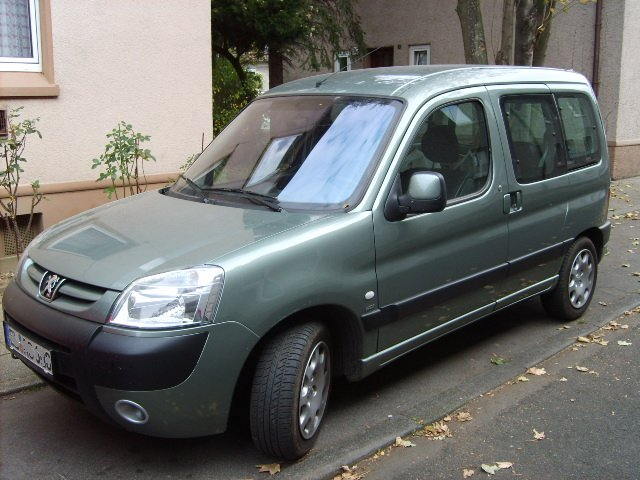
Peugeot Partner

Peugeot Partner kan som på bilden vara en skåpbil precis likadan som Citroën Berlingo som den har mycket gemensamt med. 
Peugeot Partner finns i tre karossutföranden: skåp, chassi och kombi. Peugeot partner finns även med 4-hjulsdrift, kallad Peugeot Dangel 4x4.